# Streilbach
Der Streilbach ist ein rechter Zufluss des Bessenbachs im Landkreis Aschaffenburg im bayerischen Spessart.

## Geographie

### Verlauf
Der Streilbach entspringt südöstlich von Oberbessenbach. Er verläuft nach Nordwesten. In Oberbessenbach mündet er kanalisiert von rechts in den Bessenbach.

### Flusssystem Aschaff
- Liste der Fließgewässer im Flusssystem Aschaff